# شوجی ساتو
شوجی ساتو (انگلیسی: Shōji Satō؛ زادهٔ ۱۹ سپتامبر ۱۹۸۲) بدمینتون‌باز اهل ژاپن است.